# 스푹스: MI5
《스푹스: MI5》(영어: Spooks: The Greater Good)는 2002년부터 2011년까지 BBC One에서 방영된 첩보 드라마 《스푹스》의 극장판으로, 2015년 공개되었다. 2015년 5월 8일 공개되었다.

## 출연

### 주연
- 키트 해링턴
- 피터 퍼스
- 엘예스 가벨
- 제니퍼 엘

### 조연
- 튜펜스 미들턴
- 라라 펄버
- 팀 멕네니
- 시나 시호코 나가이
- 데이빗 해르우드
- 엘리너 마츠우라
- 엘예스 가벨
- 마이클 와일드만
- 엘리어트 레비
- 로넌 섬머스
- 리 아스퀴스 코
- 데이비드 우라와
- 루크 해리스
- 휴 사이먼
- 라리사 쿠즈네트소바

## 기타
- 총괄프로듀서: 리처드 홈즈
- 프로듀서: 제인 페더스톤
- 프로듀서: 스티븐 가렛
- 공동프로듀서: 제인 훅스
- 라인PD: 톰 이어하트
- 조감독: 세카니 도람
- 조감독: 스튜어트 렌프로
- 미술: 사이몬 보울스
- 세트: 리즈 그리피스
- 특수효과: 크리스 레이놀즈
- 의상: 콜린 켈설
- 의상: 리사 밋튼
- 의상: 알렉스 워더스턴
- 배역: 레그 포어스쿠트-에드거튼